# Russian Direct Investment Fund
Der Russian Direct Investment Fund (RDIF) ist eine staatliche russische Private-Equity-Gesellschaft, die ein Anlagevermögen von zehn Mrd. $ verwaltet; er wird von der Wneschekonombank kontrolliert und wurde 2011 aufgelegt.

## Geschichte
Zusammen mit anderen Staatsfonds (z. B. China Investment Corporation) wurden gemeinsame Fonds aufgelegt. 2013 investierte der RDIF zusammen mit internationalen Investoren in den Börsengang der russischen Börse MICEX-RTS.
Im Jahr 2025 wurde das verwaltete vermögen mit 28 Milliarden USD beziffert.

## Internationale Sanktionen
Nach dem russischen Überfall auf die Ukraine im Februar 2022 ist es seit März 2022 im Rahmen der EU-Finanzsanktionen und Beschränkungen des Zahlungsverkehrs verboten, in Projekte, die aus dem Russian Direct Investment Fund kofinanziert werden, zu investieren, sich an ihnen zu beteiligen oder anderweitig zu ihnen beizutragen.